# Tommy James
Thomas Gregory Jackson (29 de abril de 1947), conocido artísticamente como Tommy James es un músico, cantante, compositor y productor discográfico estadounidense de rock y rock psicodélico, muy conocido por ser el líder de la banda de rock de los años 60 Tommy James and the Shondells.

## Primeros años y carrera
Nacido en Dayton, Ohio, James y su familia se trasladaron a Niles, Míchigan. Fue modelo infantil a la edad de cuatro años. En 1959, con doce años, formó la banda "The Echoes", que acabó convirtiéndose en "Tom and the Tornadoes". En 1964 la banda cambió su nombre por el de The Shondells. Ese mismo año, Jack Douglas, un DJ local de la emisora de radio WNIL de Niles, creó su propio sello discográfico, Snap Records. The Shondells fue una de las bandas locales que grabó en los estudios de WNIL. Una de las canciones era la cancioncilla de Jeff Barry y Ellie Greenwich "Hanky Panky", que la pareja había grabado bajo el nombre de The Raindrops, la canción fue un éxito local, pero el sello no tenía recursos para la promoción nacional, y pronto cayó en el olvido.
En 1965, Bob Mack, un promotor local de bailes, encontró una copia de "Hanky Panky" en una papelera de discos usados y empezó a ponerla en sus clubes de baile de Pittsburgh. Poco después, un contrabandista de la zona de Pittsburgh hizo una copia de la canción y comenzó a prensar copias de la misma, acelerándola ligeramente en el proceso. Las ventas del pirata se estimaron en 80.000 ejemplares en diez días. Se convirtió en número uno en las emisoras de radio de Pittsburgh a principios de 1966. Douglas se enteró de la repentina popularidad del disco en Pittsburgh porque su nombre y su ubicación siempre aparecían en las etiquetas de Snap Records. Numerosas llamadas desde Pittsburgh convencieron a James para que fuera a Pensilvania, donde conoció a Mack y a Chuck Rubin, que se encargaba de las reservas de talento para los clubes de baile de Mack. En poco tiempo, los tres principales periódicos musicales, Billboard, Cashbox y Record World, incluían "Hanky Panky" como un éxito regional. Rubin, que tenía contactos en la industria musical, dijo que era un buen momento para que el trío viajara a Nueva York en busca de un contrato discográfico.
Los hombres hicieron la ronda de los principales sellos discográficos y recibieron ofertas iniciales de la mayoría de las compañías que visitaron. Una de ellas, Roulette Records, no dio ninguna respuesta inicial porque su director, Morris Levy, estaba fuera de la ciudad hasta la noche; Roulette fue una de las últimas paradas de su visita. A la mañana siguiente, Mack, Rubin y James estaban recibiendo amables negativas de las principales compañías discográficas, después del entusiasmo por el disco del día anterior. James dijo: "No sabíamos qué estaba pasando, y finalmente Jerry Wexler, de Atlantic Records, se sinceró con nosotros y nos dijo: 'Mirad, Morris Levy y Roulette llamaron a todas las demás compañías discográficas y dijeron: "Este es mi puto disco". (risas) y los asustó a todos, incluso a los grandes sellos corporativos'". Su única opción sería firmar con Roulette.
Como la banda se había separado dos años antes, James era el único Shondell que quedaba. Mack puso a disposición de James sus bandas de clubes de baile, pero nada parecía encajar hasta que uno de los guitarristas de las bandas llevó a James al Thunderbird Lounge de Greensburg, Pensilvania. James cantó con la banda de la casa, los Raconteurs. Los Raconteurs se convirtieron en los nuevos Shondells, y Jackson adquirió el nombre profesional de Tommy James. En la tercera semana de junio de 1966, "Hanky Panky" se había convertido en el principal sencillo de la WLS. En la tercera semana de julio de 1966, "Hanky Panky" se había convertido en el sencillo más vendido en Estados Unidos.

## Tommy James and the Shondells
Tras unas cuantas idas y venidas de miembros, se formó la alineación clásica de James, Eddie Gray (guitarra), Mike Vale (bajo), Ron Rosman (teclados) y Pete Lucia (batería). El grupo grabó la continuación de "Hanky Panky". Cuando el intento de Bob Mack de encontrar unos Shondells funcionó de forma inadvertida, le habló a James de otro disco que encontró en el mismo contenedor de discos usados del que procedía "Hanky Panky": "Say I Am" de Jimmy Gilmer and the Fireballs. Lo único que sabían James y sus nuevos Shondells cuando entraron en el estudio de grabación por primera vez es que todo lo que grabaran debía sonar parecido a "Hanky Panky", aunque las dos canciones no suenan nada igual. Mack puso el disco de The Fireballs para el grupo, y éste decidió grabar su versión de la canción. Mack fue acreditado como productor del primer álbum del grupo, Hanky Panky.
El compositor Richie Cordell escribió (o coescribió) y produjo muchos de los éxitos del grupo, entre ellos "I Think We're Alone Now", "Mirage" y "Mony Mony". La creación de "Mony Mony" fue un esfuerzo de grupo en el que participaron Cordell, James, Peter Lucia, miembro de la banda Shondells, el productor Bo Gentry y Bobby Bloom. James y Cordell se propusieron crear un sencillo de rock fiestero, resolviendo todo excepto el título de la canción, que se les escapó incluso después de mucho esfuerzo. Cuando hicieron una pausa en sus esfuerzos creativos en la terraza del apartamento de James, miraron el gran letrero de neón de la Mutual of New York Insurance Company con la abreviatura de la compañía: M-O-N-Y, que dio nombre a la canción.
Tommy James and the Shondells también produjeron un vídeo de "Mony Mony" cuando la canción fue un éxito. A pesar de que varios grupos musicales ya habían producido vídeos en esa época, no había ningún mercado para esa película en Estados Unidos. Las cadenas de televisión no querían emitirla, y en un principio se proyectaba entre las funciones dobles en los cines de Europa. La película no se vio en Estados Unidos hasta la creación de la MTV.
James se puso en contacto con el Beatle George Harrison, que por aquel entonces trabajaba con un grupo llamado Grapefruit. Harrison y el grupo habían escrito algunas canciones que querían que James considerara grabar. Como el grupo había tomado la decisión de cambiar su estilo musical (y lo haría con "Crimson and Clover": véase más adelante) y el material que Harrison y Grapefruit le proporcionaron era del estilo de "Mony Mony", James rechazó su oferta.
El negocio de la música cambió tras el éxito de "Mony Mony". El formato de programa de los 40 principales, basado en discos sencillos de 45 RPM, impulsó la música popular en la radio. Pocas emisoras reproducían cortes de álbumes de discos, por lo que la radio, en efecto, "vendía" discos sueltos para las compañías discográficas. En agosto de 1968, James y los Shondells hicieron campaña durante tres meses con el candidato presidencial, el vicepresidente Hubert Humphrey. Mientras tanto, la música popular se había convertido en una actividad basada en los álbumes, desplazando a muchos artistas cuyos sencillos habían sido los más vendidos. James se dio cuenta de que él y los Shondells debían convertirse en un grupo orientado a los álbumes si querían sobrevivir en el negocio, lo que requería un cambio en su estilo.
Después de elaborar una estrategia de marketing para su nuevo sonido, James visitó la WLS cuando el grupo estaba en Chicago para dar un concierto, y llevó a la emisora un borrador de "Crimson and Clover". La WLS grabó en secreto la música cuando James les puso la cinta. Cuando James salió del edificio y se subió al coche, la radio ya reproducía el doblaje de la emisora de la canción aún no terminada. "Crimson and Clover" tenía que ser grabada tal y como se escuchaba en la emisora, y el plan de marketing era ahora una pérdida de tiempo y esfuerzo.
"Crimson and Clover" fue un gran éxito, y el grupo tendría dos éxitos posteriores que también llegaron al top 10 del Hot 100, "Sweet Cherry Wine" y "Crystal Blue Persuasion". James, que fue coautor de esas tres canciones, y su banda hicieron lo suficientemente bien la transición como para ser invitados a actuar en Woodstock. James describe así la invitación de Artie Kornfeld: "Artie se levantó y me preguntó si podía tocar en una granja de cerdos en el norte del estado de Nueva York". Yo dije: "¡¿Qué?!" "Bueno, dicen que va a haber mucha gente allí, y que va a ser un espectáculo muy importante". En ese momento James estaba en Hawái y se mostró incrédulo ante la petición de viajar 10.000 kilómetros para tocar en una granja de cerdos del norte del estado de Nueva York, y le dijo a la secretaria de Roulette Records: "Si no estoy allí, empieza sin nosotros, ¿quieres?"
En marzo de 1970, tras cuatro éxitos más, las drogas casi matan a James cuando, en un concierto, se desplomó y fue declarado muerto. Sin embargo, sobrevivió, decidió tomarse un descanso del estudio de grabación y se trasladó al campo para recuperarse. Los Shondells, sin James, grabaron dos álbumes bajo el nuevo nombre del grupo Hog Heaven (uno "autotitulado" en Roulette Records en 1970 y el segundo (1971) inédito hasta 2008), pero se disolvieron poco después.
Tommy James and The Shondells fueron votados en el Salón de la Fama en línea de las Leyendas del Rock and Roll de Míchigan en 2006. Cuatro de los mayores éxitos de la banda han sido votados como Canciones Legendarias de Míchigan: "Crimson & Clover" en 2010, y "Hanky Panky", "I Think We're Alone Now" y "Mony Mony" en 2011.

## Solista
James se lanzó en solitario en 1970 y publicó sus dos primeros álbumes en solitario en Roulette, Tommy James (septiembre de 1970) y Christian of the World (agosto de 1971). Tuvo otros dos éxitos en la lista Billboard Hot 100 con "Draggin' the Line" (coescrito por Bob King) (#4 en 1971) y "Three Times in Love" (#19 en 1980), además de once éxitos mucho más pequeños en la lista Hot 100. "Hanky Panky" ha sido el único sencillo de oro de James certificado por la RIAA. También escribió y produjo el éxito millonario de 1970 "Tighter, Tighter" para el grupo Alive 'N Kickin' (coescrito por Bob King). En 1971, James pasó una temporada en Nashville por recomendación de unos amigos cuando estalló una "guerra de la mafia" entre las familias del crimen organizado en Nueva York, y se insinuaron amenazas contra James debido a su conexión con Morris Levy. Allí grabó un álbum con los mejores músicos de Nashville, My Head, My Bed and My Red Guitar (enero de 1972), que recibió elogios de la crítica pero se vendió poco. Dejó Roulette Records en 1974 y dos álbumes más, In Touch (julio de 1976) y Midnight Rider (enero de 1978), siguieron en Fantasy Records, y otro más, Three Times in Love, apareció en Millennium Records a finales de 1979. El sello independiente Aegis Records publicó su Hi-Fi en el verano  de 1990.
Hasta la fecha, más de 300 músicos han grabado versiones de la música de James. Las versiones de tres canciones de James llegaron a los diez primeros puestos del Hot 100 (las dos últimas como números 1 consecutivos) en la década de 1980: Joan Jett con "Crimson and Clover", Tiffany con "I Think We're Alone Now", y Billy Idol con "Mony Mony".
En octubre de 2008, James y los tres miembros supervivientes de los Shondells originales (Pete Lucia murió en 1987) se reunieron en un estudio de Nueva Jersey para volver a grabar, después de 37 años. El grupo grabó un álbum, I Love Christmas.

## La música y la mafia
En febrero de 2010 se publicó la autobiografía Me, The Mob, and The Music. James anunció que había acuerdos para convertir la historia en una película y una obra de teatro en Broadway. Barbara De Fina está produciendo la película.
Cuando James conoció a Morris Levy, el jefe de Roulette Records, era evidente que Levy estaba dispuesto a presionar a otros cuando era necesario. Los que firmaban con Roulette estaban allí para producir dinero para la compañía, y sólo se satisfacían sus necesidades cuando eso complacía a Levy. Para sobrevivir, los contratados por Roulette debían encontrar un medio de generar ingresos que no implicara a la compañía discográfica, como las giras contratadas personalmente. Aunque un artista de Roulette tenía un gran control creativo cuando grababa para la compañía, la falta de pago por esos esfuerzos era difícil de soportar.
James calcula que la compañía le debía entre 30 y 40 millones de dólares en concepto de derechos de autor. Roulette se utilizaba como fachada del crimen organizado, funcionando también como operación de blanqueo de dinero, ya que Levy estaba estrechamente aliado con la familia del crimen Genovese. A principios de la década de 1970, la familia Genovese se vio inmersa en una sangrienta guerra de bandas con la familia Gambino, que causó víctimas no solo entre los mafiosos (como Thomas Eboli, amigo íntimo y socio comercial de Levy), sino también, y cada vez más, entre figuras no mafiosas de la periferia de las organizaciones. Levy tenía un cierto aprecio paternal por James, y le preocupaba que pudiera ser un objetivo para los que querían llegar a la familia Genovese a través de Levy, por lo que advirtió a James que huyera de Nueva York durante un largo periodo hasta que la guerra terminara. James se instaló en Nashville, Tennessee, donde la Mafia tenía poca presencia o influencia. Allí comenzó a tocar con músicos de sesión locales de música country y se animó a grabar un disco de country-rock en 1971.
James no se sintió cómodo escribiendo su libro hasta que todos los que estaban profundamente involucrados con la compañía discográfica habían muerto. Sólo después de la venta de Roulette Records y de la editorial Levy's Big Seven Music (la compañía discográfica a una sociedad de EMI y Rhino Records, y la editorial musical a Windswept Pacific Music, que posteriormente se vendió a EMI), James empezó a recibir grandes cheques de derechos de autor por las ventas de sus discos.

## Carrera actual
En febrero de 2018, James se convirtió en presentador del programa de radio semanal 'Gettin Together with Tommy James' en el canal 73 de Sirius XM Radio, 60s Gold.
También se puede ver a James en informadores nocturnos que venden colecciones de música de la época de Woodstock para Time Life.

## Vida personal
James se trasladó a Clifton, Nueva Jersey, a mediados de los años 70 y, hacia el año 2000, a la cercana Cedar Grove. Se ha casado tres veces y tiene un hijo. El 23 de febrero de 2022, su esposa Lynda falleció tras una prolongada enfermedad.